# Medresa Šerdor
Medresa Šerdor (Sherdor madrasasi, kar pomeni »z levi«) je medresa (islamska šola) iz 17. stoletja v zgodovinskem središču Samarkanda, ki je na Unescovem seznamu svetovne dediščine v Uzbekistanu.
Skupaj z Ulugbegovo medreso in medreso Tilja Kari tvori monumentalni ansambel Registan, starodavno srce mesta. Stavba velja za eno glavnih turističnih znamenitosti v Samarkandu in je znana po bogati dekoraciji s ploščicami in večbarvnih poslikavah z rastlinsko tematiko.

## Opis
Vladar Samarkanda, Jalangtuš Bakhodur, je v 17. stoletju na trgu Registan dal zgraditi medresi Šherdor in Tilja Kari. Šersor (perzijsko شيردار, latinizirano: Šīr-Dār) pomeni »tisti, ki ima leve« ali »oskrbljen z levi«. Zgradil ga je arhitekt Abdujabor. 
Medresa Šerdor je zgrajena v srednjeveški tradiciji Srednje Azije. Je pravokotne oblike s površino 70 × 57 metrov. Glavno fasado deli impozanten portal (ivan – pištak). V višino doseže 31,5 metra. Vogale fasade obdajajo minareti, visoki 31 metrov, ki jih krasijo kapniški venci (muqarnas). Na vsaki strani portala opazimo dve žlebasti kupoli, ki pokrivata delovni sobi.
Dekoracija medrese v veliki meri uporablja glazirano in lazirano opeko, majoliko in mozaike tipa "kašin". V dekoraciji zunanjih fasad prevladujejo kompleksni geometrijski vzorci (po vzoru ornamenta girikh), zasnovani tako, da jih je mogoče zaznati od daleč. Epigrafski ornamenti krasijo frize minaretov in bobne kupol.
Majolika ploščice glavnega portala so edinstvene in predstavljajo mojstrovino islamske umetnosti. Timpanoni celičnih lokov so bogato okrašeni. Vijugasta stebla z bujnimi popki in nežnimi cvetovi tvorijo graciozne vzorce. Mozaična plošča v niši ivana na zahodni strani je izjemna: sestavljena je iz šopkov čutnih rož v velikih loncih, ki simbolizirajo drevo življenja.
Notranja dekoracija je zanimiva, še posebej kupola darskhaneh (tekija). Njene stene in oboki so okrašeni s tehniko koundal z rastlinskimi motivi, medaljoni kupole in obokov pa so oblikovani iz kompleksnih arabesk.
- Kupola in minaret medrese
- Notranje dvorišče medrese
- Dekoracija zadnje strani celične verande v slogu Bannai
- Strop študijske sobe